# Luís do Amaral Mousinho
Dom Luís do Amaral Mousinho (Timbaúba, 18 de novembro de 1912 — Ribeirão Preto, 24 de abril de 1962) foi um bispo católico brasileiro, arcebispo da arquidiocese de Ribeirão Preto de 1952 a 1958.

## Biografia

### Juventude e formação
Nasceu em Timbaúba, Pernambuco, filho de Feliciana do Amaral e José Gabriel de França Mousinho. Tinha seis irmãos, entre os quais, outro religioso: o cônego Dr. Gabriel Mousinho (1900-1947), vigário da Igreja Matriz de Santo Antônio, em Recife. Foi batizado na Igreja Matriz de sua cidade em 12 de fevereiro de 1913 e recebeu a primeira comunhão em 29 de junho de 1919.
Ingressou no Seminário de Olinda em 1924, transferindo-se em 1930, para o Colégio Pio Latino-Americano, em Roma, Itália. Frequentou a Pontifícia Universidade Gregoriana, onde estudou Filosofia e Teologia, doutorando-se naquela e licenciando-se nesta. Recebeu a ordenação presbiteral em 27 de março de 1937 na Basílica de Latrão.
Voltou ao Brasil em 1939, sendo logo nomeado prefeito dos estudos do Seminário de Olinda, onde assumiu as cátedras de Filosofia e Sociologia. Sucedeu ao cônego Eugênio Vilanova como reitor. Em 1947, o Papa Pio XII agaciou-o com o título de camareiro secreto.

### Carreira eclesiástica
Em 30 de agosto de 1948, foi nomeado bispo da diocese de Cajazeiras, onde criou e manteve um curso de Pré-Seminário anexo ao Colégio Diocesano de Patos; e conseguiu a doação, pela Prefeitura Municipal de Cajazeiras, de um terreno para a construção do Seminário Diocesano Nossa Senhora da Assunção, cujo Prédio deixou em fase de acabamento..
Aos 12 de março de 1952, o papa Pio XII o designou bispo da então diocese de Ribeirão Preto, em São Paulo.
Em 1958, a diocese de Ribeirão Preto foi elevada à categoria de arquidiocese, e em 30 de novembro daquele ano dom Luís Mousinho assumiu o cargo de arcebispo, que ocuparia até sua morte, em 1962.
Ainda durante seu arcebispado, ajudou o papa João XXIII na criação da diocese de São João da Boa Vista.
Incentivou ainda a Ação Católica e auxiliou o então vigário geral Monsenhor José Jerônimo Balbino Fuccioli na construção do seminário de Maria Imaculada em Brodowski, inaugurado em 1961. Dom Mousinho percorria junto de Monsenhor Fuccioli a grande diocese de Ribeirão Preto angariando fundos para a construção daquele grandioso seminário.